# アシナガアリ
アシナガアリ（脚長蟻） Aphaenogaster famelica は、ハチ目（膜翅目）・アリ科・フタフシアリ亜科に分類されるアリの一種。日本では山野の日陰で見られる大型のアリで、和名通り脚の長いスマートな体型が特徴である。

## 形態
働きアリの体長：4.5-8 mm 女王アリの体長：10 mm
- 働きアリのサイズには連続的な変異がある。体は鈍い光沢がある褐色で、腹柄は2つで腹柄節は長い。体つきはクロナガアリに似るが体色や生息環境、生態も異なる。

女王は頭頂部が働きアリほど強くカーブしない。
雄アリの体色は女王アリや働きアリと同じで、赤みを帯びる。

## 生態
森林やその周辺に多く生息し、コケが生えるような湿り気がある日陰の地面に巣を作る。普通種だがオオズアリほど身近ではなく、森林近くの畑や林道、大きな木が生い茂った公園や神社などの地面で見られる。活動期は春から秋まで幅広く、羽アリが飛び出す結婚飛行は6～7月下旬に行われる。
働きアリはおもに地上を徘徊して餌を探す。昆虫など小動物の死骸を見つけると集団で巣穴に運ぶが、オオズアリほどの動員はしない。イモムシなどの生きた動物を襲うこともあるが攻撃性は低く、抵抗されると引き下がる。
また、雨天でも巣外活動をする個体が多く見られる。
単女王制で、一つの巣には1個体の女王がいる。

## 分布
北海道から伊豆諸島、対馬、種子島・屋久島まで、日本の広い範囲に分布し、日本以外では中国にも分布する。

## 近縁種
アシナガアリ属（Aphaenogaster 属）は日本から15種が知られている。
ヤマトアシナガアリ A. japonica Forel, 1911
北海道から九州、対馬、屋久島及び朝鮮半島、済州島に分布する。東日本では平地、西日本で山地の林縁や林内の土中、岩のすき間などに巣を作っている。
イソアシナガアリ A. osimensis Teranishi, 1940
茨城県以西の太平洋岸から奄美大島まで分布する。和名通り海岸部の岩が多く乾燥したところの土中石下，岩の割れ目に巣を作るが、離島部では内陸部の林縁、林内やガレ場に生息することもあるという。
エラブアシナガアリ A. erabu Nishizono et Yamane, 1990
口永良部島からトカラ列島・悪石島まで分布する。姿はアシナガアリに似るが体色が黄褐色であること、前伸腹節刺が短いことなどで区別する。
ガマアシナガアリ A. gamagumayaa Naka & Maruyama, 2018
沖縄本島で発見された真洞穴性昆虫で、アリの真洞穴性種は世界で2例目。コウモリの糞（グアノ）を運ぶところが観察されている。国内希少野生動物種に指定されている。